# Club Social y Deportivo Huracán Buceo
Il Club Social y Deportivo Huracán Buceo, noto semplicemente come Huracán Buceo, era una società calcistica di Montevideo, in Uruguay.
Ha conosciuto il periodo di massimo prestigio tra gli anni sessanta e settanta, quando ottenne importanti piazzamenti nel campionato di Primera División.
La mascotte del club era Topo Gigio.
Nel 2009-2010 avrebbe dovuto partecipare al campionato di Segunda División Profesional, ma non ha presentato il proprio saldo di bilancio relativo alla stagione precedente (richiesto invece dal regolamento per la verifica della stabilità finanziaria) entro il 1º settembre. Conseguentemente la società è stata esclusa dai campionati AUF per l'intera stagione.

## Palmarès

### Competizioni nazionali
- Segunda División Profesional de Uruguay: 2

1969, 1995
- Divisional Intermedia: 2

1960, 1967
- Divisional Extra: 1

1954

### Altri piazzamenti
- Campionato uruguaiano:

Terzo posto: 1970, Clausura 1996
- Segunda División Profesional de Uruguay:

Secondo posto: 1992